# Raoul Madier de Montjau
Pour les articles homonymes, voir Madier de Montjau.
Répertoire
Le Petit Duc
Raoul Madier de Montjau, né Noël François Raoul (Paris (2e), 28 octobre 1841 - Pierrelatte, 3 mars 1909) est un violoniste et chef d'orchestre français.

## Carrière
Son père Noël Madier de Montjau était exilé en Belgique comme opposant au Second Empire. Raoul Madier de Montjau a fait ses études au Conservatoire de Liège, où il remporte le premier prix de violon. En 1868, il fait ses débuts à l'orchestre de l'Opéra. Il se distingua également comme chef d'orchestre, et comme tel a dirigé à La Nouvelle-Orléans et dans plusieurs théâtres à Paris. Il a été successivement second (en 1880) et puis premier directeur de l'orchestre de l'Opéra (en 1893). Il a créé le 25 janvier 1878 au Théâtre de la Renaissance à Paris l'opéra-comique Le Petit Duc de Charles Lecocq.
Raoul Madier de Montjau a été nommé chevalier de la Légion d'honneur le 14 août 1894.

## Famille
Il était fils de l'homme politique Noël Madier de Montjau (1814-1892), petit-fils du magistrat et homme politique Joseph-Paulin Madier de Montjau (1785-1865) et arrière-petit-fils de l'avocat et homme politique Noël-Joseph Madier de Montjau (1755-1830). 
 
Raoul Madier de Montjau épouse en premières noces, le premier septembre 1870, la soprano Emilie Victorine Fursch,dont il a eu un fils en 1868. Après une tournée à La Nouvelle-Orléans, convaincu de l'infidélité de son épouse, Manier de Monjau forme une demande en séparation de corps. Le jeune couple est peint par Degas en 1871, sous le titre "Violoniste et jeune femme". Mme Fursch-Madier de Montjau part pour Bruxelles en compagnie d'un de ses amants. Mme Fursch-Madier met au monde une petite fille, le 27 juillet 1880, à Hoeylaert, qui est déclarée à l'état civil comme née de M. Madier de Montjau et de Mme Fursch, son épouse, mais elle est mise en nourrice sous le nom de Jeanne V. Madier de Montjau introduit une demande en désaveu de paternité.

Après son divorce en 1886, il épouse en deuxièmes noces Marie Antoinette Davaine le 7 avril 1892.

## Crédits
- (ca) Cet article est partiellement ou en totalité issu de l’article de Wikipédia en catalan intitulé « Raoul Madier de Montjaux » (voir la liste des auteurs).